# Henryk Trebert
Henryk Trebert (ur. 2 grudnia 1906 w Warszawie, zm. 12 marca 1990 tamże) – polski mechanik precyzyjny, organizator Wydziału Mechatroniki Politechniki Warszawskiej.

## Życiorys
Urodził się w rodzinie Aleksandra (1874–1945), prezesa Koła Emerytów Banku Polskiego, i Wandy z domu Reszke (1884–1958). 
W 1926 roku rozpoczął studia na Politechnice Warszawskiej, zmuszony był je przerwać na pewien czas z przyczyn losowych. W 1937 roku został laborantem w Centralnym Laboratorium Państwowych Wytwórni Uzbrojenia w Warszawie, prowadził badania z dziedziny skrawalności stali i mosiądzu. W 1939 roku otrzymał dyplom ukończenia studiów na Politechnice Lwowskiej i został mianowany kierownikiem powstającej w Kraśniku Fabryki Amunicji nr 2. 
Podczas okupacji niemieckiej pracował w Polskich Zakładach Optycznych, gdzie w 1944 roku zabezpieczał sprzęt pomiarowy, chroniąc go przed wywiezieniem lub zniszczeniem. 
Po zakończeniu wojny został mianowany Głównym Pełnomocnikiem Grup Operacyjnych Resortu Gospodarki Narodowej na województwo łódzkie i był zaangażowany w uruchamianie gospodarki po zniszczeniach wojennych, m.in. był dyrektorem Łódzkiej Fabryki Zegarów, a następnie wicedyrektorem Zjednoczenia Przemysłu Obrabiarkowego, był współorganizatorem Zjednoczenia Przemysłu Precyzyjnego i Optycznego. Należał do grupy założyciel Wieczorowej Szkoły Inżynierskiej, gdzie został dziekanem Wydziału Mechanicznego, a następnie prorektorem. W 1952 roku został powołany na stanowisko wicedyrektora Departamentu Studiów Technicznych w Ministerstwie Szkolnictwa Wyższego. W marcu 1953 roku został docentem na Politechnice Warszawskiej. Powierzono mu organizację nowego kierunku studiów na Wydziale Mechanicznym − mechaniki precyzyjnej. W 1962 roku powstał samodzielny Wydział Mechaniki Precyzyjnej, którego został pierwszym dziekanem. 30 września 1977 roku przeszedł na emeryturę. 
Dwukrotnie żonaty. Od 25 sierpnia 1934 roku był mężem plastyczki Krystyny z domu Szczepanowskiej (1912–1998). Drugą żoną była Janina z domu Girtler (1920–2020), z którą miał syna Jana (ur. 1952). 
Zmarł w Warszawie, pochowany na cmentarzu Powązkowskim (kwatera 44-3-5,6).

## Członkostwo
- Komitet Budowy Maszyn PAN,
- Komitet Automatyki i Cybernetyki Technicznej PAN,
- Komitet Nauki i Techniki i Zarząd Główny SIMP,
- Zarząd Główny NOT,
- Rady Naukowe instytutów przemysłowych (m.in. w PIAP, OBR PR,EDOM, ITR, PIE),
- organizacje międzynarodowe m.in. IMECO i IFAC.

## Ordery i odznaczenia
- Złoty Krzyż Zasługi (12 lipca 1954)[1]
- Medal 10-lecia Polski Ludowej (15 stycznia 1955)[9]